# Siliqua patula
Espèce
Synonymes
- Solecurtus nuttallii Conrad, 1837[2] [3]

Siliqua patula est une espèce de mollusques bivalves de la famille des Pharidae.

## Aire de répartition
Siliqua patula se rencontre le long de la côte Ouest du Pacifique, des îles Aléoutiennes, en Alaska, jusqu'à Pismo Beach, en Californie. Il vit  dans les plages de sable de la zone intertidale jusqu'à une profondeur d'environ 9 m.

## Description
Cette espèce possède une coque étroite, oblongue et allongée, qui varie entre 7,6 et 15 cm de longueur, dans la partie sud de son aire, des individus pouvant atteindre 28 cm en Alaska. Il est semblable à Siliqua costata, plus petit, que l'on trouve sur la côte Est des États-Unis. Une autre espèce de la même famille lui ressemble vaguement : le Couteau américain (Ensis directus), qui appartient à un genre différent.

## Utilisation dans l'alimentation humaine
Siliqua patula est comestible, et recueilli à la fois pour la pêche commerciale et par les pêcheurs récréatifs. Ces couteaux, comme les autres mollusques, peut parfois accumuler des niveaux dangereux d'acide domoïque, une toxine marine.